# Roberto Bianchi Montero
Roberto Bianchi Montero, accreditato anche come Roberto Bianchi o Roberto Montero (Roma, 7 dicembre 1907 – Valmontone, 7 dicembre 1986), è stato un regista, sceneggiatore e attore italiano, padre del regista Mario Bianchi.

## Biografia
Inizia da giovane a recitare in piccole compagnie teatrali, sino ad essere scritturato da Ettore Petrolini, con cui recita soprattutto in parti di giovane attore per quattro anni. Successivamente fonda una propria compagnia, con la quale gira vari teatri per due stagioni, sino al passaggio nel mondo del cinematografo, debuttando davanti alla cinepresa nel 1936 in piccole parti.
Nello stesso anno inizia a collaborare nei set cinematografici come aiuto regista e come sceneggiatore, per esordire nel dopoguerra alla regia, con la pellicola L'amante del male girata a Bari, specializzandosi nel genere strappalacrime, di molto successo negli anni del dopoguerra, passando in seguito, negli anni sessanta, a dirigere film di spionaggio e western; chiuderà la sua carriera nel 1982.

## Filmografia

### Regia
- Gli assi della risata (1943)
- L'amante del male (1946)
- Sono io l'assassino (1948)
- I contrabbandieri del mare (1948)
- La figlia della Madonna (1949)
- Faddija - La legge della vendetta (1950)
- La scogliera del peccato (1950)
- Nessuno ha tradito (1952)
- Una madre ritorna (1952)
- Il mostro dell'isola (1954)
- Piccola santa (1954)
- Addio, Napoli! (1954)
- Cantate con noi (1955)
- Giuramento d'amore (1955)
- Donne, amore e matrimoni (1956)
- Arriva la zia d'America (1956)
- Dramma nel porto (1956)
- Orizzonte infuocato (1957)
- Gagliardi e pupe (1958)
- La zia d'America va a sciare (1958)
- La duchessa di Santa Lucia (1959)
- La Pica sul Pacifico (1959)
- La sceriffa (1959)
- Il terribile Teodoro (1959)
- Tharus figlio di Attila (1962)
- Un alibi per morire, co-regia di Piero Costa (1962)
- La belva di Saigon (1963)
- Mondo infame (1963)
- Sexy follie (1963)
- Sexy nel mondo (1963)
- Sexy nudo (1963)
- Africa sexy (1963)
- Mondo balordo, co-regia con Albert T. Viola (1964)
- La valle delle ombre rosse (1965)
- Il ranch degli spietati (1965)
- Agente Z 55 missione disperata (1966)
- Le due facce del dollaro (1967)
- Tecnica per un massacro (1967)
- Quella dannata pattuglia (1968)
- 36 ore all'inferno (1969)
- Rangers attacco ora X (1970)
- Il magnifico Robin Hood (1970)
- Arriva Durango... paga o muori (1971)
- L'occhio del ragno (1971)
- Seminò morte... lo chiamavano il Castigo di Dio! (1972)
- Rivelazioni di un maniaco sessuale al capo della squadra mobile (1972)
- I senza Dio (1972)
- Donne e magia con satanasso in compagnia (1973)
- Provaci anche tu Lionel (1974)
- La cameriera (1974)
- Una donna per sette bastardi (1974)
- Calore in provincia (1975)
- Il pomicione (1976)
- Le calde notti di Caligola (1977)
- La bravata (1977)
- La sorprendente eredità del tontodimammà (1977)
- Savana violenza carnale (1979)
- Remolino sangriento (1980)
- Albergo a ore (1981)
- Erotic Flash (1981)
- Le notti segrete di Lucrezia Borgia (1982)
- L'amore e la bestia (1986)

### Documentari (parziale)
- Universo proibito (1963)
- Superspettacoli nel mondo (1963)
- Notti calde d'Oriente (1962)

### Soggetto e sceneggiatura
- I due della legione, regia di Lucio Fulci (1962)
- Sono io l'assassino (1948)
- I contrabbandieri del mare (1948)
- Faddija - La legge della vendetta (1949) sceneggiatura
- La figlia della Madonna (1949) sceneggiatura
- La scogliera del peccato (1950) sceneggiatura
- Una madre ritorna (1952) sceneggiatura
- Piccola santa (1954) sceneggiatura
- Giuramento d'amore (1956)
- Donne, amore e matrimoni (1956) sceneggiatura
- Arriva la zia d'America (1956) soggetto
- Gagliardi e pupe (1958) soggetto
- La zia d'America va a sciare (1958) soggetto
- La Pica sul Pacifico (1959) soggetto
- Il terribile Teodoro (1959) sceneggiatura
- Notti calde d'Oriente (1962)
- Tharus figlio di Attila (1962) sceneggiatura
- La belva di Saigon (1963) sceneggiatura
- Universo proibito (1963)
- Superspettacoli nel mondo (1963)
- Mondo infame (1963)
- Sexy follie (1963)
- Sexy nel mondo (1963)
- Sexy nudo (1963)
- Africa sexy (1963)
- La valle delle ombre rosse (1965)
- Il ranch degli spietati (1965)
- Agente Z 55 missione disperata (1966)
- 7 pistole per El Gringo (Rio maldito), regia di Jian Xiol (1966), sceneggiatore
- Quella dannata pattuglia (1968)
- Seminò morte... lo chiamavano il Castigo di Dio! (1972) soggetto e sceneggiatura
- Rivelazioni di un maniaco sessuale al capo della squadra mobile (1972) sceneggiatura
- Provaci anche tu Lionel (1974) soggetto
- La cameriera (1974) soggetto
- Le calde notti di Caligola (1977) sceneggiatura
- Savana violenza carnale (1979)

### Attore
- Traversata nera, regia di Domenico Gambino (1939)
- Lotte nell'ombra, regia di Domenico Gambino (1939)
- Retroscena, regia di Alessandro Blasetti (1939)
- Il segreto di Villa Paradiso, regia di Domenico Gambino (1940)
- La danza dei milioni, regia di Camillo Mastrocinque (1940)
- La compagnia della teppa, regia di Corrado D'Errico (1941)
- Il bravo di Venezia di Carlo Campogalliani (1941)
- Acque di primavera, regia di Nunzio Malasomma (1942)
- Il mercante di schiave, regia di Duilio Coletti (1942)
- Casanova farebbe così!, regia di Carlo Ludovico Bragaglia (1942)
- M.A.S., regia di Romolo Marcellini (1942)
- Il ponte sull'infinito, regia di Alberto Doria (1943)